# ジャンプアップ!青春
『ジャンプアップ!青春』（ジャンプアップ せいしゅん）は、1986年1月8日から3月26日まで、日本テレビ系列で毎週水曜日21:00 - 21:54に全12話が放送された連続テレビドラマである。

## 概要
向陽女子高校バレーボール部に所属するかおり、さつき、京子の3人を中心に、バレーボール全国大会をめざす少女たちの友情を軸に展開する青春ドラマ。かおりには出生の秘密があり、父とされていた浩一が実の父ではないと知り、かおりは愕然。後に実の父親と名乗る男性・大川が現れる。
当初、主演は宇沙美ゆかりに決定し、制作発表記者会見も行われたが、宇沙美は本作に出演すること無く降板している。

## キャスト
- 岡田かおり - 工藤夕貴
- 青山さつき - 大沢逸美
- 宮本京子 - 青田浩子
- 岡田浩一 - 竜雷太
- 藤田弓子
- 吉田友紀
- 飯島監督 - 宅麻伸
- あき竹城
- 宮本達三（京子の父） - 原田大二郎
- 宮本君江（京子の母） - 田島令子
- 仲本工事
- 榊原るみ
- 中村銀次
- 飯島美幸（飯島監督の妹）- 佐々木美須加
- 洋子（バレーボール部員）- 小島みずほ
- 渡辺緑（バレーボール部員）- 白島靖代
- 智子（バレーボール部員）- 清水かおり
- 明子（バレーボール部員）- 松岡由美
- 照子（バレーボール部員）- 伊藤不二代
- 大川 - 寺田農
- 石田弦太郎
- 天園翔子
- 鶴田忍
- 竹内前監督の娘 - 大西結花
- 竹内前監督 - 高品格（第1話）
- 悠子 - 大川直子（第4話）
- 光太郎 - 矢追幸宏（第5話）

ほか

## 放送日程
| 各話   | 放送日        | サブタイトル           | 脚本             | 演出     |
| ------ | ------------- | ---------------------- | ---------------- | -------- |
| 第1話  | 1986年1月8日  | やってらんないゼ!!     | 金子裕、布勢博一 | 高井牧人 |
| 第2話  | 1986年1月15日 | 男なんかに分かるもんか | 市川靖           | 雨宮望   |
| 第3話  | 1986年1月22日 | 監督やめないで!!       | 宮田雪           | 高井牧人 |
| 第4話  | 1986年1月29日 | 暖かかった父の背中     | 金子裕           | 雨宮望   |
| 第5話  | 1986年2月5日  | めいっぱい青春してる!? | 田村多津夫       | 雨宮望   |
| 第6話  | 1986年2月12日 | レギュラーになれよッ!  | 宮田雪           | 高井牧人 |
| 第7話  | 1986年2月19日 | 涙なんかほしくない!    | 宮田雪           | 雨宮望   |
| 第8話  | 1986年2月26日 | 私は負けない!          | 市川靖           | 高井牧人 |
| 第9話  | 1986年3月5日  | 花が咲くとき           | 市川靖           | 雨宮望   |
| 第10話 | 1986年3月12日 | 16歳・愛と哀しみ       | 宮田雪           | 高井牧人 |
| 第11話 | 1986年3月19日 | 明日はどっち？         | 宮田雪           | 雨宮望   |
| 最終話 | 1986年3月26日 | 愛をありがとう         | 宮田雪           | 高井牧人 |

## スタッフ
- 制作 - 吉川斌、鍛冶昇
- 脚本 - 金子裕、布勢博一、市川靖、宮田雪、田村多津夫
- 演出 - 高井牧人、雨宮望
- 音楽 - 鈴木茂
- 照明 - 黒沢誠
- 音声 - 中村豊二
- 編集 - 伊藤信行
- 効果 - 鈴木晴夫
- 製作著作 - 日本テレビ

## 主題歌・挿入歌
- 「こわれたピアノ」・「Destination」

作詞・作曲・唄 - 中原めいこ
編曲 - 小林信吾
発売 - EMIミュージックジャパン（品番 - WTP-17815、1986年2月1日発売）